# Metal Mulisha
Metal Mulisha est un regroupement de pilotes de freestyle motocross et une marque de vêtement créée en 1998 par l'un des pionniers du genre Brian Deegan et son ami Larry Linkogle. Depuis quelques années Metal Mulisha signe un partenariat de sponsoring avec différents athlètes de Mixed martial arts.

## Biographie

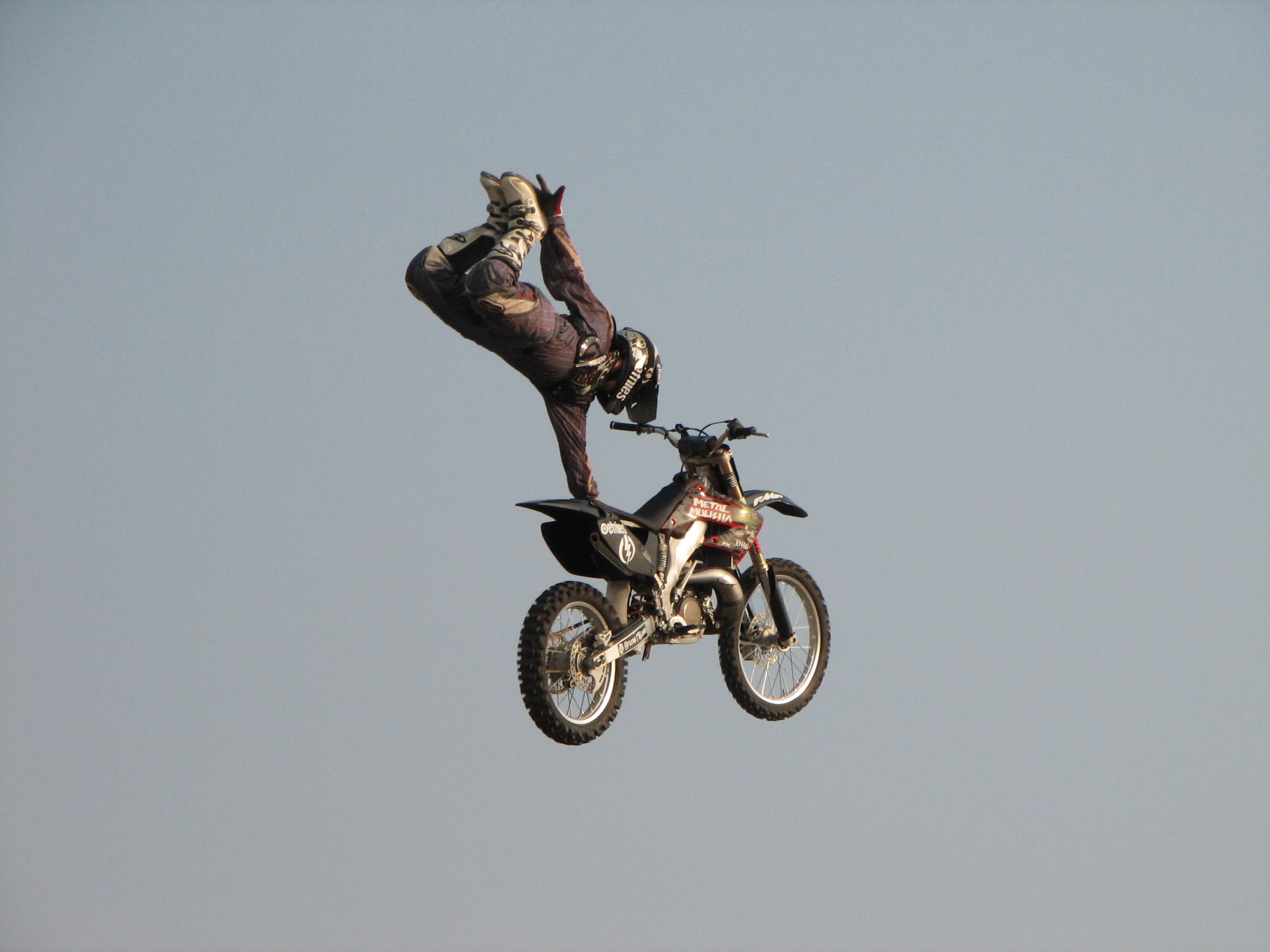
Pilote Motocross freestyle avec le logo Metal Mulisha

Présent sur bon nombre d'évènements dans le monde du freestyle motocross, Metal Mulisha a vu rejoindre dans ses rangs les plus grandes vedettes de la discipline tels que Ronnie Faisst, Jeremy Lusk. Présente sur de nombreux évènements motocross tels que les X Games, la team Metal Mulisha est aussi présente sur le Mayhem Festival à travers les États-Unis, accompagnant les concerts d'acrobatie à moto. Pour diffuser son image la marque a conclu une entente avec la marque de boisson énergétique Rockstar Energy Drink.
Depuis 2008, Metal Mulisha sponsorise différents athlètes de MMA tels que Renato Sobral, Jason MacDonald ou Dan Henderson. De plus la marque sponsorise le groupe Machine Head.

## Composition

### Motocross (liste exhaustive)
- Beau Manley
- Derek Garland
- Brian Deegan
- Colin Morrison
- Jeff Kargola
- Jeremy Lusk
- Jeremy Vanderlinden

### MMA
- Nick Diaz
- Renato Sobral
- Shane De Rosario